# 일의 기쁨과 슬픔
《일의 기쁨과 슬픔》은 2020년 11월 21일에 방영한 《KBS 드라마 스페셜 2020》 시리즈 중 네 번째 작품이므로, 소설가 장류진의 동명 원작을 극화한 단막극으로 기획하였다.

## 등장 인물

### 주요 인물
- 고원희 : 안나(김안나, 32세) 역
- 강말금 : 거북이밥(이지혜, 40세) 역
- 오민석 : 데이빗(박대식, 43세) 역
- 송진우 : 앤드류(정해인, 39세) 역

### 주변 인물
- 김영 : 케빈(30세) 역
- 김보정 : 제니퍼(35세) 역
- 김은수 : 크리스(33세) 역
- 차동하 : 토퍼(32세) 역

### 그 외 인물
- 손진오 : VC심사역
- 김영준 : 데이빗의 친구 역
- 신혜리 : 헤어디자이너 역
- 김주영 : 안나의 남자친구 역
- 윤성원 : 유비카드 인턴 역
- 조성진

### 특별출연
- 류진 : 조운범(53세) 역